# Коник Ераст
Ера́ст Ко́ник  (22 листопада 1886, Перемишль, Австро-Угорщина — 1937, Харків, Українська РСР, СРСР) — український військовий діяч, тимчасовий командир 4-ї сотні легіону Українських січових стрільців у 1914 році. Протягом 1918—1920 років — старшина Української галицької армії.

## Життєпис
Народився 22 листопада 1886 року в місті Перемишль на Закерзонні.
Мав звання підпоручника (лейтенанта). На початку 1910-х років навчався на факультеті права і політичних наук у Львівському університеті імені Франца I. Під час навчання на факультеті права та політичних знань відвідував лекції з історії України Михайла Грушевського в зимовому півріччі 1911—1912 років. Предмет Грушевського, що вивчав Коник, мав назву «З історії Східної Європи».
Протягом 1912—1914 років перебував у резерві Австро-Угорської армії.
З початком Першої світової війни — український військовий діяч, один з перших командантів сотень легіону Українських січових стрільців, де через хворобу Коник і Володимир Сроковський заміняли Никифора Гірняка. 
Учасник боїв на Верецькому перевалі в жовтні — грудні 1914 р.
Пізніше перебував на посаді командира чоти. 20 листопада 1918 року долучився до Української галицької армії.
Після 1920 року проживав в УРСР. За однією з версій, загинув у Харкові під час сталінських репресій у 1937 році.